# Castets-en-Dorthe
 Castets-en-Dorthe  là một xã thuộc tỉnh Gironde trong vùng Aquitaine tây nam nước Pháp.